# شینبرو، کبک
شینبرو (به فرانسوی: Sheenboro) شهری در منطقه شهری پونتیاک ناحیه اوتاوه در استان کبک کانادا است. در سرشماری سال ۲۰۱۱ این شهر ۱۳۸ نفر جمعیت داشته‌است و مساحت آن ۵۷۱٫۰۱ کیلومتر مربع است.